# Municipio de Croydon (Londres)
Croydon (en inglés, London Borough of Croydon) es un municipio (borough) inglés del Gran Londres, situado al oeste de Bromley, al sur de Lambeth y Southwark y al norte de Surrey. Forma parte del Londres exterior.
Abarca una superficie de 87 kilómetros cuadrados, y es el municipio de Londres con mayor población. Es el municipio más meridional del Gran Londres. En su centro se encuentra la ciudad histórica de Croydon de la que el municipio toma su nombre.

## Historia
A Croydon se lo menciona en el Domesday Book, y de ser una pequeña ciudad de mercado se ha ampliado hasta ser una de las zonas más populosas en los límites de Londres.
Este municipio es el resultado de la fusión, en 1965, de los antiguos municipios de Coulsdon y Purley (distrito urbano) y Croydon (ciudad del condado). La autoridad local actual es Croydon London Borough Council. El nombre de Croydon viene de Crogdene o Croindone, nombrada por los sajones en el siglo VIII cuando se asentaron aquí, aunque la zona había estado habitada desde tiempos prehistóricos. Se cree que deriva de la palabra en inglés antiguo croeas deanas, con el significado de "el valle de los crocuses", indicando que, como Saffron Walden en Essex, era un centro para la recolección de azafrán.
Para la época de la conquista normanda Croydon tenía una iglesia, un molino y alrededor de 365 habitantes como se documenta en el Domesday Book. El arzobispo de Canterbury, Lanfranc vivió en el palacio de Croydon que aún se alza. Entre sus visitantes estuvieron Tomás Beckett (otro arzobispo), y figuras de la realeza como Enrique VIII de Inglaterra e Isabel I.
Croydon fue una ciudad de mercado a lo largo de los siglos. Produjeron carbón, tenían cuero y también se fabricaba cerveza. A esta localidad llegó el Surrey Iron Railway, el primer ferrocarril público (tirado por caballos) del mundo, en 1803, y por la línea de Londres a Brighton a mediados del siglo XIX, lo que ayudó a que se convirtiera en la ciudad más grande de lo que entonces era Surrey.
En el siglo XX Croydon pasó a ser conocida por industrias del metal, de coches y por su aeródromo, el aeropuerto de Croydon. Se creó en la Primera Guerra Mundial como un aeródromo que protegiera frente a zepelines. Fue el aeropuesto principal de Londres, hasta que por imposibilidad de ampliación del mismo, se cerró en favor del de Heathrow el 30 de septiembre de 1959. Fue un gran factor para el desarrollo de Croydon como centro de negocios. Durante la Segunda Guerra Mundial fue el municipio más bombardeado por los Fieseler Fi 103.
Los edificios de las antiguas terminales se han conservado y están clasificados como de interés histórico artístico.
Croydon es el centro cívico del municipio y alberga el centro de oficinas y tiendas más grande en la zona del sudeste de Inglaterra, fuera de los que es el centro de Londres. El municipio es ahora uno de los centros principales de Londres, tanto de negocios y financiero como cultural, y su influencia en el entretenimiento y en las artes contribuye a su estatus como un gran centro metropolitano.
El municipio solicitó, infructuosamente, el estatus de ciudad en 1965, 2000 y de nuevo en 2002. De haber tenido éxito, habría sido la tercera autoridad local con ese rango en el Gran Londres, junto con la City de Londres y la Ciudad de Westminster. En la actualidad el municipio de Croydon es el segundo distrito de gobierno local más poblado de Inglaterra sin el estatus de ciudad, siendo el primero Kirklees
Actualmente está en un plan de regeneración llamado Croydon Vision 2020. Cambiará el planeamiento urbanístico del centro de Croydon completamente. Su principal propósito es hacer de Croydon la tercera ciudad de Londres y un centro comercial, de negocios, cultura y vivienda en el sur de Londres y el sudeste de Inglaterra.

## Distritos
- Addington
- Addiscombe
- Ashburton

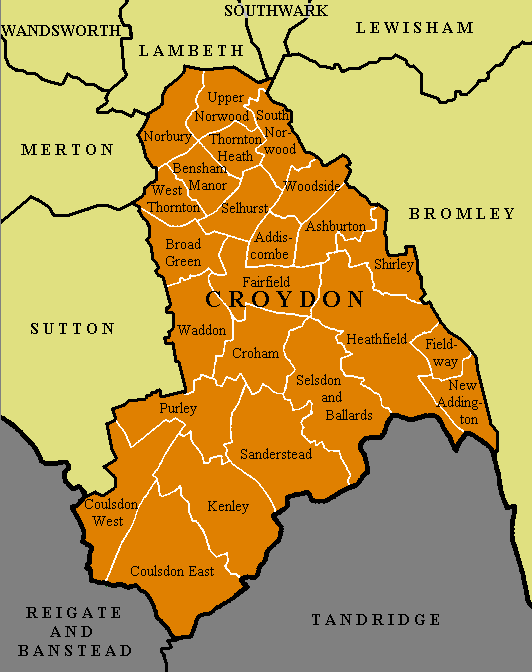
Los 24 distritos electorales del municipio de Croydon y los barrios que los rodean.

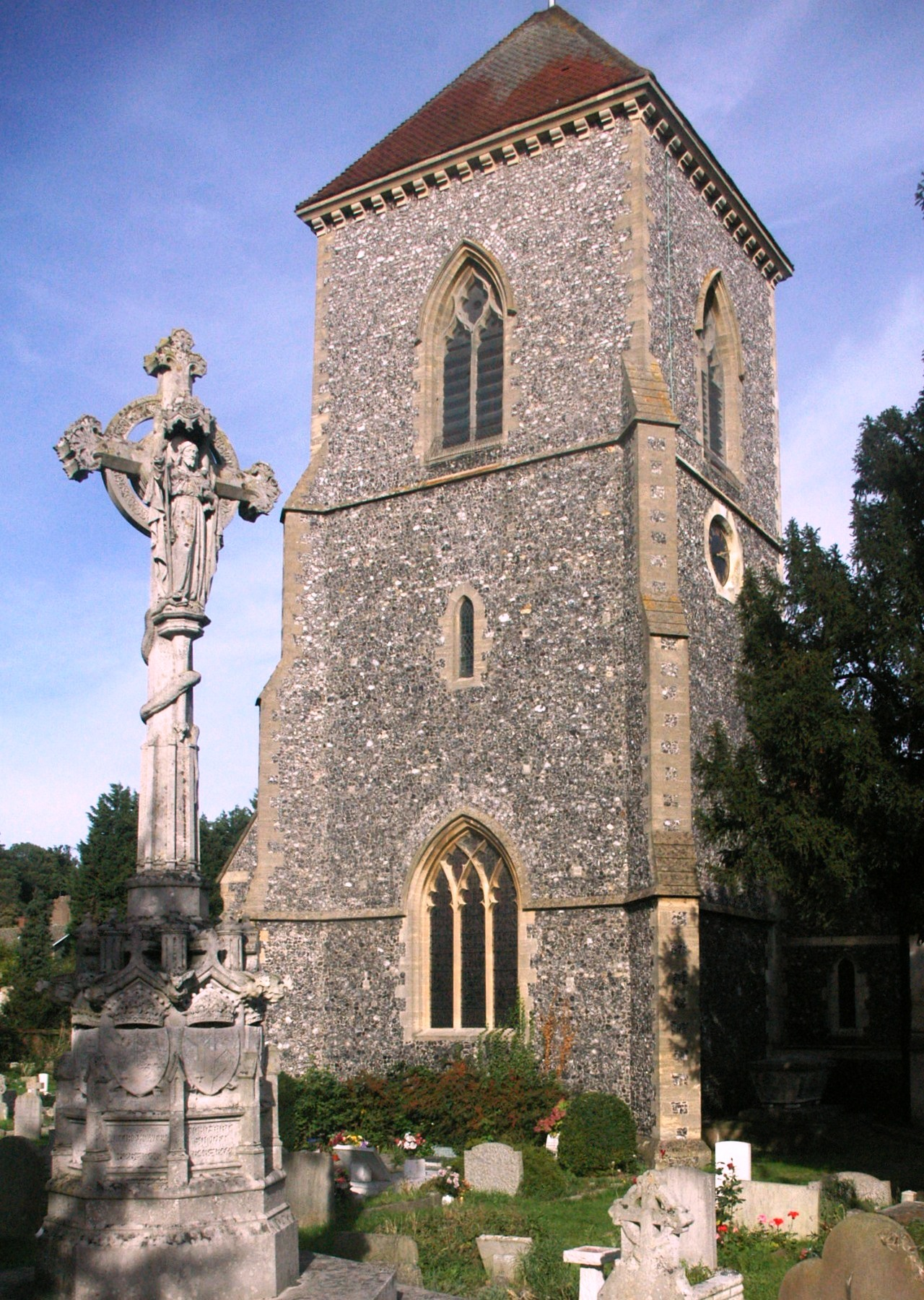
Iglesia de Santa María, en Addington.

- Beddington (también parcialmente en el municipio de Sutton)
- Broad Green
- Coombe
- Coulsdon
- Croydon - zona principal
- Crystal Palace - compartida con Lambeth, Southwark, Lewisham y Bromley
- Forestdale
- Hamsey Green
- Kenley
- Monks Orchard
- New Addington
- Norbury (también en parte en Merton)
- Norwood New Town
- Old Coulsdon
- Pollards Hill (también parcialmente en Merton)
- Purley
- Roundshaw (también parcialmente en Sutton)
- Sanderstead
- Selhurst
- Selsdon
- Shirley
- South Croydon
- South Norwood
- Thornton Heath
- Upper Norwood
- Upper Shirley
- Waddon
- Woodcote
- Woodside
- Whyteleafe (parcialmente)

## Hermanamientos
- Arnhem, Países Bajos